# Stazzano (Palombara Sabina)
Stazzano is een plaats (frazione) in de Italiaanse gemeente Palombara Sabina.